# Guilleminea densa
Guilleminea densa là loài thực vật có hoa thuộc họ Dền. Loài này được (Willd. ex Schult.) Moq. mô tả khoa học đầu tiên năm 1849.